# 難波宗勝
難波 宗勝（なんば むねかつ）は、安土桃山時代から江戸時代初期にかけての公卿。権大納言飛鳥井雅庸の次男。難波家13代当主。後に飛鳥井 雅宣（あすかい まさのぶ）として飛鳥井家14代当主。官位は従一位権大納言。

## 来歴
天正14年（1587年）に飛鳥井雅庸の次男として誕生したが、後に難波宗富の死去後絶家となっていた難波家を再興、慶長5年（1600年）に叙爵し侍従に任じられた。
慶長12年（1607年）には左近衛少将となったが、翌慶長13年（1608年）に猪熊教利や実兄の飛鳥井雅賢らと共に御所の官女と密会して乱交に及ぶ事件を起こした（猪熊事件）。これで後陽成天皇の勅勘を被り、慶長14年（1609年）に伊豆国、あるいは磐城平藩の鳥居氏預かりとなり陸奥国菊多郡へと流された。雅賢は隠岐国に流されたたまま寛永3年（1626年）に配流先で死去するが、宗勝は慶長17年（1612年）に勅免されて帰京した。
翌慶長18年（1613年）8月3日、実家の飛鳥井家の相続を聴され、名を飛鳥井雅胤と改めた。難波家は実子の宗種が継いだ。寛永16年（1639年）権大納言となるが、翌17年（1640年）にはこれを辞している。寛永21年（1644年）武家伝奏となる。慶安4年（1651年）3月16日に従一位に陞叙、その5日後の21日に66歳で薨去した。
飛鳥井家は弟の雅章が継いだ。

## 系譜
- 父：飛鳥井雅庸（1569-1616）
- 母：不詳
- 位牌養父：難波宗富
- 妻：不詳
  - 男子：難波宗種
- 養子
  - 男子：飛鳥井雅章（1611-1679） - 飛鳥井雅庸の三男

## 補注